# Angela Harris
Angela Harris (1976) è un'ex cestista statunitense.
Playmaker-guardia di 175 cm, ha giocato in Serie A1 con Messina.

## Carriera
È stata tra le migliori giocatrici della storia della Mississippi State University; secondo le statistiche universitarie, ha il maggior numero di assist (463), ha avuto la miglior percentuale da tre (50%) e il maggior numero di assist (179) in una stagione nel 1999-2000; con 872 punti nei quattro anni di militanza è la 18ª nella classifica marcatrici delle Lady Bulldogs.